# Župnija Sveti Duh pri Škofji Loki
Župnija Sveti Duh pri Škofji Loki je rimskokatoliška teritorialna župnija Dekanije Škofja Loka Nadškofije Ljubljana.
Župnijska cerkev je Cerkev Svetega Duha.